# 2233 Kuznetsov
2233 Kuznetsov è un asteroide della fascia principale. Scoperto nel 1972, presenta un'orbita caratterizzata da un semiasse maggiore pari a 2,2783174 UA e da un'eccentricità di 0,0818597, inclinata di 3,41654° rispetto all'eclittica.
L'asteroide è dedicato al partigiano sovietico Nikolai Kuznetsov.